# 扎波里茨凱 (尼科波爾區)
47°44′8″N 34°50′48″E / 47.73556°N 34.84667°E
扎波里茨凯（烏克蘭語：Запорізьке），是烏克蘭中部的村莊，隸屬第聶伯羅彼得羅夫斯克州尼科波爾區托馬基夫卡市鎮負責管轄，距離維索凱和新烏克蘭卡2公里，海拔高度100米，2001年人口212。